# ファクシミリ放送

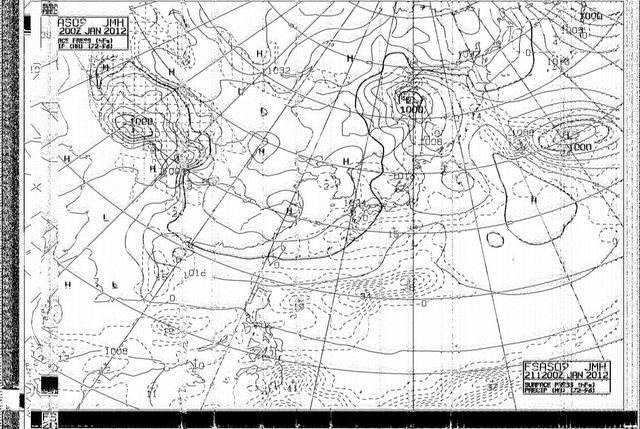
放送されている画像を受信した例（気象庁（コールサインJMH）が放送している「気象無線模写通報」の気圧配置図）

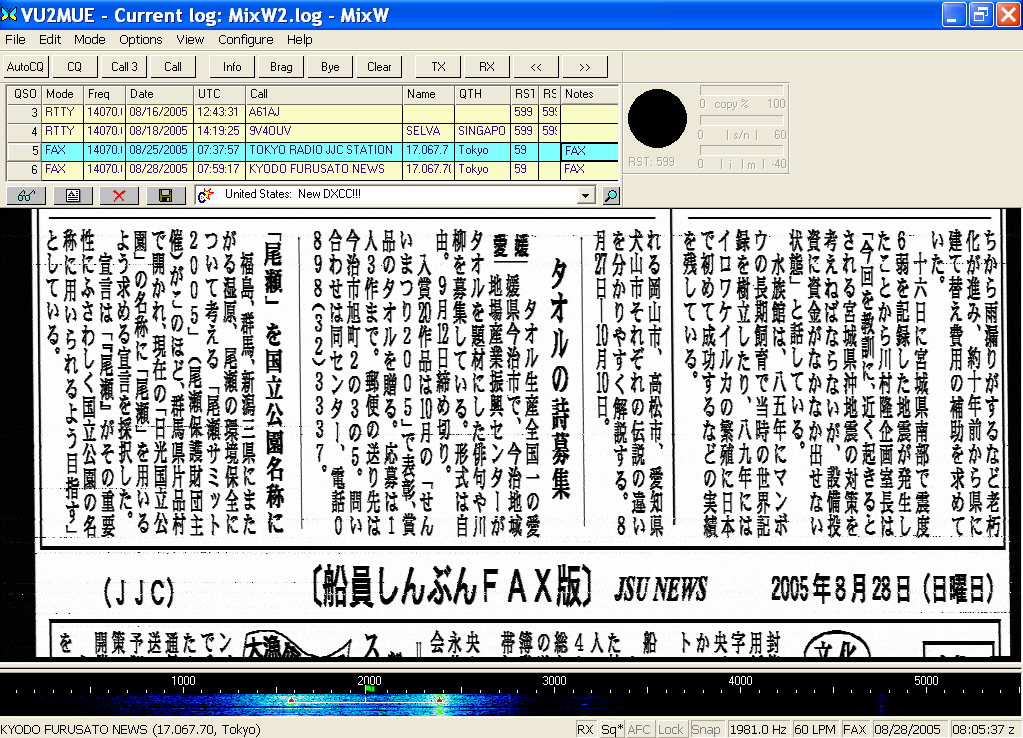
共同通信船舶ファクシミリ新聞電報局(コールサインJJC)が放送していた、全日本海員組合の組合紙「船員しんぶん FAX版」

ファクシミリ放送（ファクシミリほうそう）は、放送の電波を利用し、文字や図形の情報を家庭や企業のファクシミリに送信して提供するサービスである。

## 概要
ファクシミリ放送は1926年ごろからアメリカ合衆国で試験的に実施されていたが、放送電波の周波数上起こりうる電波障害や混信、ファクシミリの端末など諸所の問題が影響し普及に至らなかった。
その後日本の郵政省（現・総務省）などが中心となって、昭和末期から実用化に向けた様々な試験が実施された。具体的には、テレビの周波数領域の一部にある黒帯（空白）部分にニュース、気象情報、生活情報などの文字・図形情報の信号を送り、それを各家庭にあるファクシミリ、あるいはファクシミリ放送に対応したモデム搭載のプリンター（G3ファクス対応）に送信・印刷して情報を閲覧できるようにするものである。一時期、NHK放送技術研究所がNHK衛星第2テレビジョンの深夜放送休止時（原則月曜未明）に行った「技術実験」でもファクシミリ放送実用化に向けた試験が行われていたが、結局実用放送には至らなかった。また、1988年ごろにはNHK東京総合テレビジョン(NHK東京テレビファクシミリ多重実験局)でも深夜放送休止時にファクシミリ放送の試験放送を行っていた。
21世紀でも通信社が全国・全世界の新聞社・放送局などの報道機関向けに短波放送の領域を使ったファクシミリ放送を一部実施しており、ラジオファクシミリとして共同通信社が船員向けのFAX新聞を、また気象庁が漁船向けに天気図を送信している。

## 関連記事
- 文字多重放送・データ放送
- ラジオファクシミリ
- ニューメディア